# محمد الزهراني (لاعب كرة قدم)
محمد سعيد الزهراني مواليد 9 يونيو 1998، هو لاعب كرة قدم سعودي يلعب كحارس مرمى يلعب حالياً في نادي الريان.

## مسيرة اللاعب
لعب في الفئات السنية في نادي الاتحاد و لعب بعدها مع نادي الجبلين ونادي الوشم ونادي وج ونادي الريان.